# Gaetano Coronaro
Gaetano Coronaro (Vicenza (Vèneto), 18 de desembre, 1852 - Milà (Llombardia), 5 d'abril, 1908) va ser un director d'orquestra, pedagog i compositor italià.
Va néixer a Vicenza i allà va tenir la seva formació musical inicial seguida dels estudis de 1871 a 1873 al Conservatori de Milà amb Franco Faccio. Va compondre obres orquestrals, música sacra i peces de cambra, així com cinc òperes. La Creola, que es va estrenar al "Teatro Comunale di Bologna" el 1878, va ser l'única que va tenir èxit.
Coronaro s'havia establert a Milà el 1876, on va dirigir a La Scala i va ensenyar al Conservatori de Milà. El 1894 hi va ser nomenat professor de composició. Entre els seus alumnes hi havia el compositor Arrigo Pedrollo. Coronaro va morir a Milà als 55 anys. Els seus germans, Antonio (1851–1933) i Gellio (1863–1916) també van ser compositors d'òpera. Antonio també va ser l'organista de la catedral de Vicenza des de 1885 fins a la seva mort.

## Òperes
- La Creola – opera seria en 3 actes, llibret d'Eugenio i Maria Torelli-Vallier ("Teatro Comunale di Bologna", Bolonya, 27 Novembre 1878)[2]
- II malacarne – drama líric en 3 actes, llibret de Stefano Interdonato ("Teatro Grande", Brèscia, 20 gener 1894)[2]
- Un curioso accidente – escena lírica en 1 acte, llibret de Virginia Tedeschi-Treves després Goldoni ("Teatro Vittorio Emanuele", Torí, 11 Novembre 1903)[2]
- Enoch Arden – llibret d'Antonio Fogazzaro després Tennyson (composta el 1905, sense realitzar)[3]
- La signora di Challant – llibret de Giuseppe Giacosa de la seva obra homònima (data de composició desconeguda, no interpretada)[3]